# Kaper (1938)
Kaper – polski holownik z okresu II wojny światowej. Budowę rozpoczęto w 1937 roku w Warsztatach Portowych Marynarki Wojennej.
Do służby wszedł w 1938 roku i wraz z drugim holownikiem o nazwie „Kaper II” (później przemianowanym na „Żeglarz”) podporządkowany został Dowództwu Morskiej Obrony Wybrzeża w Gdyni. Przed 1 sierpnia 1939 roku przyporządkowano go do Komendy Portu Wojennego Hel. We wrześniu 1939 roku został przebazowany do Jastarni, a po 14 września przepłynął na Hel, po którego kapitulacji dostał się w ręce niemieckie.
Wcielony do Kriegsmarine pod nazwą „Schwarzau” (Swarzewo) służył w Marinearsenal Gotenhafen. W związku z planowaną inwazją na Wielką Brytanię w sierpniu 1940 roku znalazł się w Calais, skąd wrócił do Gdyni w roku następnym. Pod koniec wojny przewiózł uciekinierów do Kilonii, gdzie w marcu 1945 został przejęty przez Brytyjczyków.
Odnaleziony przez Polską Misję Morską w Kilonii, do kraju powrócił 1 stycznia 1946 roku. Przechodził kilka razy zmianę nazwy w 1952 roku przyjął oznaczenie BG 1 (od: Baza Główna), w 1957 roku ostatecznie przemianowany na H 1. W roku 1970 wycofany z listy statków Polskiej Marynarki Wojennej. Dwa lata później zezłomowany.